# فرودگاه بین‌المللی نوگالس
 فرودگاه بین‌المللی نوگالس (به انگلیسی: Nogales International Airport) یک فرودگاه همگانی بهره‌برداری هوایی با کد یاتا OLS است که یک باند فرود آسفالت دارد و طول باند آن ۲۱۹۴ متر است. این فرودگاه در کشور ایالات متحده آمریکا قرار دارد و در ارتفاع ۱۲۰۵ متری از سطح دریا واقع شده است.